# Derniers remords avant l'oubli
Derniers remords avant l'oubli est une pièce de théâtre  de Jean-Luc Lagarce créée en 1987, et publiée aux Solitaires intempestifs. C'est l'une des pièces les plus connues de cet auteur,.
Cette pièce a été l'une des sept œuvres au programme de la session 2012 des concours des agrégations de lettres modernes, de lettres classiques et de grammaire.

## Argument
Cette pièce met en scène les retrouvailles de Paul, Hélène et Pierre dans la maison où ils avaient vécus ensemble pendant plusieurs mois. Pierre y est resté seul. Hélène s'est mariée à un homme, Antoine, avec qui elle a eu une fille, Lise. Quant à Paul, il s'est marié avec Anne. L'action se concentre sur la question de savoir si les personnages doivent ou non revendre la maison comme le souhaite Hélène. Autour de ce conflit reviennent les souvenirs de leur vie passée qu'ils seraient alors contraints d'abandonner avec la propriété,.

## Personnages
- Pierre, 42 ans
- Paul, mari d'Anne, 38 ans
- Anne, épouse de Paul, 34 ans
- Hélène, épouse d'Antoine, 42 ans
- Antoine, mari d'Hélène, 43 ans
- Lise, fille d'Hélène et Antoine, 17 ans[4]

## Mises en scène
- 1998 : Sophie Thebault, Théâtre de Beauvais[5]
- 2003 : Collectif DRAO, Théâtre de la Tempête
- 2004 : Jean-Pierre Vincent, Théâtre de l'Odéon[6],[7]
- 2005 : Luc Sabot, Théâtre de Grammont[8]
- 2010 : Olivier Broda, Centre culturel Gérard Philipe de Varennes-Vauzelles[9],[10]
- 2010 : Julie Deliquet, Théâtre Mouffetard[11]

### Liens annexes
- le site du film : Derniers remords avant l'oubli